# Хијалокластит
Хијалокластити су хидратисане туфозне брече богате вулканским стаклом. Формирају се на местима изливања лаве испод воде, испод леда, или на местима где је могућ директан контакт лаве и воде. У њима се јављају незаобљени фрагменти величине од милиметра до неколико центиметара. Фрагментација се врши због снаге вулканске ерупције, или услед термалног шока, који се дешава због наглог хлађења.